# Municipio de Thomas (Misuri)
El municipio de Thomas (en inglés: Thomas Township) es un municipio ubicado en el condado de Ripley en el estado estadounidense de Misuri. En el año 2010 tenía una población de 871 habitantes y una densidad poblacional de 8,9 personas por km².

## Geografía
El municipio de Thomas se encuentra ubicado en las coordenadas 36°32′57″N 90°37′29″O / 36.54917, -90.62472. Según la Oficina del Censo de los Estados Unidos, el municipio tiene una superficie total de 97.88 km², de la cual 97,54 km² corresponden a tierra firme y (0,35 %) 0,34 km² es agua.

## Demografía
Según el censo de 2010, había 871 personas residiendo en el municipio de Thomas. La densidad de población era de 8,9 hab./km². De los 871 habitantes, el municipio de Thomas estaba compuesto por el 93,23 % blancos, el 0,23 % eran afroamericanos, el 1,84 % eran amerindios, el 0,11 % eran de otras razas y el 4,59 % eran de una mezcla de razas. Del total de la población el 1,15 % eran hispanos o latinos de cualquier raza.